# Rochefort (quận)
Quận Rochefort là một quận của Pháp, nằm ở tỉnh Charente-Maritime, of the Nouvelle-Aquitaine. Quận này có 13 tổng và 79 xã.

## Các đơn vị hành chính

### Các tổng
Các tổng của quận Rochefort là: 
1. Aigrefeuille-d'Aunis
2. Le Château-d'Oléron
3. Marennes
4. Rochefort-Centre
5. Rochefort-Nord
6. Rochefort-Sud
7. Royan-Est
8. Royan-Ouest
9. Saint-Agnant
10. Saint-Pierre-d'Oléron
11. Surgères
12. Tonnay-Charente
13. La Tremblade

### Các xã
Các xã của quận Rochefort, và mã INSEE là: 
| 1. Aigrefeuille-d'Aunis (17003)          | 2. Ardillières (17018)             | 3. Arvert (17021)                         | 4. Ballon (17032)                 |
| 5. Beaugeay (17036)                      | 6. Bouhet (17057)                  | 7. Bourcefranc-le-Chapus (17058)          | 8. Breuil-Magné (17065)           |
| 9. Breuil-la-Réorte (17063)              | 10. Breuillet (17064)              | 11. Cabariot (17075)                      | 12. Chaillevette (17079)          |
| 13. Chambon (17080)                      | 14. Champagne (17083)              | 15. Ciré-d'Aunis (17107)                  | 16. Dolus-d'Oléron (17140)        |
| 17. Forges (17166)                       | 18. Fouras (17168)                 | 19. Genouillé (17174)                     | 20. Hiers-Brouage (17189)         |
| 21. L'Éguille (17151)                    | 22. La Brée-les-Bains (17486)      | 23. La Gripperie-Saint-Symphorien (17184) | 24. La Tremblade (17452)          |
| 25. Landrais (17203)                     | 26. Le Château-d'Oléron (17093)    | 27. Le Grand-Village-Plage (17485)        | 28. Le Gua (17185)                |
| 29. Le Thou (17447)                      | 30. Les Mathes (17225)             | 31. Loire-les-Marais (17205)              | 32. Lussant (17216)               |
| 33. Marennes (17219)                     | 34. Marsais (17221)                | 35. Moragne (17246)                       | 36. Mornac-sur-Seudre (17247)     |
| 37. Moëze (17237)                        | 38. Muron (17253)                  | 39. Nieulle-sur-Seudre (17265)            | 40. Port-des-Barques (17484)      |
| 41. Puyravault (17293)                   | 42. Péré (17272)                   | 43. Rochefort (17299)                     | 44. Royan (17306)                 |
| 45. Saint-Agnant (17308)                 | 46. Saint-Augustin (17311)         | 47. Saint-Coutant-le-Grand (17320)        | 48. Saint-Denis-d'Oléron (17323)  |
| 49. Saint-Froult (17329)                 | 50. Saint-Georges-d'Oléron (17337) | 51. Saint-Georges-de-Didonne (17333)      | 52. Saint-Georges-du-Bois (17338) |
| 53. Saint-Germain-de-Marencennes (17340) | 54. Saint-Hippolyte (17346)        | 55. Saint-Jean-d'Angle (17348)            | 56. Saint-Just-Luzac (17351)      |
| 57. Saint-Laurent-de-la-Prée (17353)     | 58. Saint-Mard (17359)             | 59. Saint-Nazaire-sur-Charente (17375)    | 60. Saint-Palais-sur-Mer (17380)  |
| 61. Saint-Pierre-d'Amilly (17382)        | 62. Saint-Pierre-d'Oléron (17385)  | 63. Saint-Saturnin-du-Bois (17394)        | 64. Saint-Sornin (17406)          |
| 65. Saint-Sulpice-de-Royan (17409)       | 66. Saint-Trojan-les-Bains (17411) | 67. Soubise (17429)                       | 68. Surgères (17434)              |
| 69. Thairé (17443)                       | 70. Tonnay-Charente (17449)        | 71. Vandré (17457)                        | 72. Vaux-sur-Mer (17461)          |
| 73. Vergeroux (17463)                    | 74. Virson (17480)                 | 75. Vouhé (17482)                         | 76. Yves (17483)                  |
| 77. Échillais (17146)                    | 78. Étaules (17155)                | 79. Île-d'Aix (17004)                     |                                   |